# Райка строката
Райка строката (Phrynomantis microps) — вид земноводних з роду Phrynomantis родини Карликові райки.

## Опис
Загальна довжина досягає 3,5—4,4 см, вага 3,5—16,7 г. Спостерігається статевий диморфізм: самиці більші за самців. Відрізняється від інших представників свого роду найбільш строкатим забарвленням тіла. Вся верхня сторона у неї яскравого цегляного кольору з золотаво-зеленим відблиском посередині спини, боки голови та тулуба різко виділяються насиченим чорним кольором і чорне забарвлення помітне у забарвлені спини у вигляді гострокутного, спрямованого від стегон вперед, трикутника. Черевна сторона синювато-сіра з різними дрібними світлими плямами.

## Спосіб життя
Полюбляє луги та відкриті савани, болота, рілля, рідколісся, сільськогосподарські угіддя. Активні у сутінках. Найчастіше трапляється після дощів. Позбавлена здатності стрибати, повзає досить повільно, але справляє враження гнучкої тварини. За це отримала прізвисько «гумової жаби». Вміє дуже спритно користуватися найменшими заглибленнями, щоб сховатися, і вузькими щілинами і скельними тріщинами для проходу. Живиться термітами.
Парування та розмноження починається наприкінці квітня й триває до червня, другий період — від серпня до вересня. За один раз самиця відкладає до 100 яєць. Протягом декількох діб робить низку кладок, в яких загалом до 500 яєць.

## Розповсюдження
Мешкає у Беніні, Буркіна-Фасо, Камеруні, Кот-д'Івуарі, Гані, Малі, Нігерії, Центральноафриканській Республіці, Демократичній Республікі Конго, Сенегалі, Сьєрра-Леоне, Того.